# 사일
사일(士壹, ? ~ ?)은 중국 후한 말기 ~ 동오의 관료로, 창오군 광신현(廣信縣) 사람이다. 일남태수 사사(士賜)의 아들이자 교지태수 사섭의 동생이다.

## 생애
후한 때 독우(督郵, 행정관 감시역)로서 정궁(丁宮)이라는 인물을 보좌하였다. 정궁이 부름을 받아 도읍으로 돌아가게 되었을 때 사일이 매우 공경하여 모셨다. 이에 감격한 정궁은,
　"내가 장차 삼공(三公)의 지위에 오르면, 꼭 자네를 중용하겠네"
라고 약속하였다.
후에 정궁은 삼공 중 하나인 사도(司徒)의 직책에 올랐고, 사일은 정궁의 부름을 받아 도읍으로 가게 되었다. 그러나 사일이 도착할 즈음에 정궁은 이미 파직되어 있었고, 황완(黃琬)이란 자가 임명되어 있었다. 하지만 황완은 사일을 매우 예우하였다.
후에 동탁(董卓)이 난을 일으키자, 사일은 황완과 함께 동탁에게 반항적인 태도를 보였다. 그러자, 동탁은 사일을 파면하고, 사일을 임관시킨 자는 엄하게 다스리겠다는 포고령까지 내린다. 이에 신변에 위협을 느낀 사일은 고향으로 도망갔다. 그리고, 형의 천거에 의해 합포(合浦)태수로 임명되었다.
220년, 손권(孫權)에 의해 편장군 도향후에 봉해졌으나, 사섭이 죽은 후, 조카 사휘(士徽)가 반란을 일으켜 사섭의 아들들이 모두 처형당했다. 사일과 사유(士 黃+有) · 아들 사광(士匡)은 죄를 용서받았으나, 몇 년 후 사일은 동생 사유와 함께 범법자로서 처형당했다.

## 사일의 친족관계
사(賜)┳섭(燮)┳흠(廞)

　　　┃　　　┣지(祗)

　　　┃　　　┣휘(徽)

　　　┃　　　┣간(幹)

　　　┃　　　┣송(頌)

　　　┃　　　┣　□

　　　┃　　　┣　□

　　　┃　　　┗　□

　　　┣일(壹)━광(匡)

　　　┣유(黃+有)

　　　┗무(武)